# Voorraaddoos

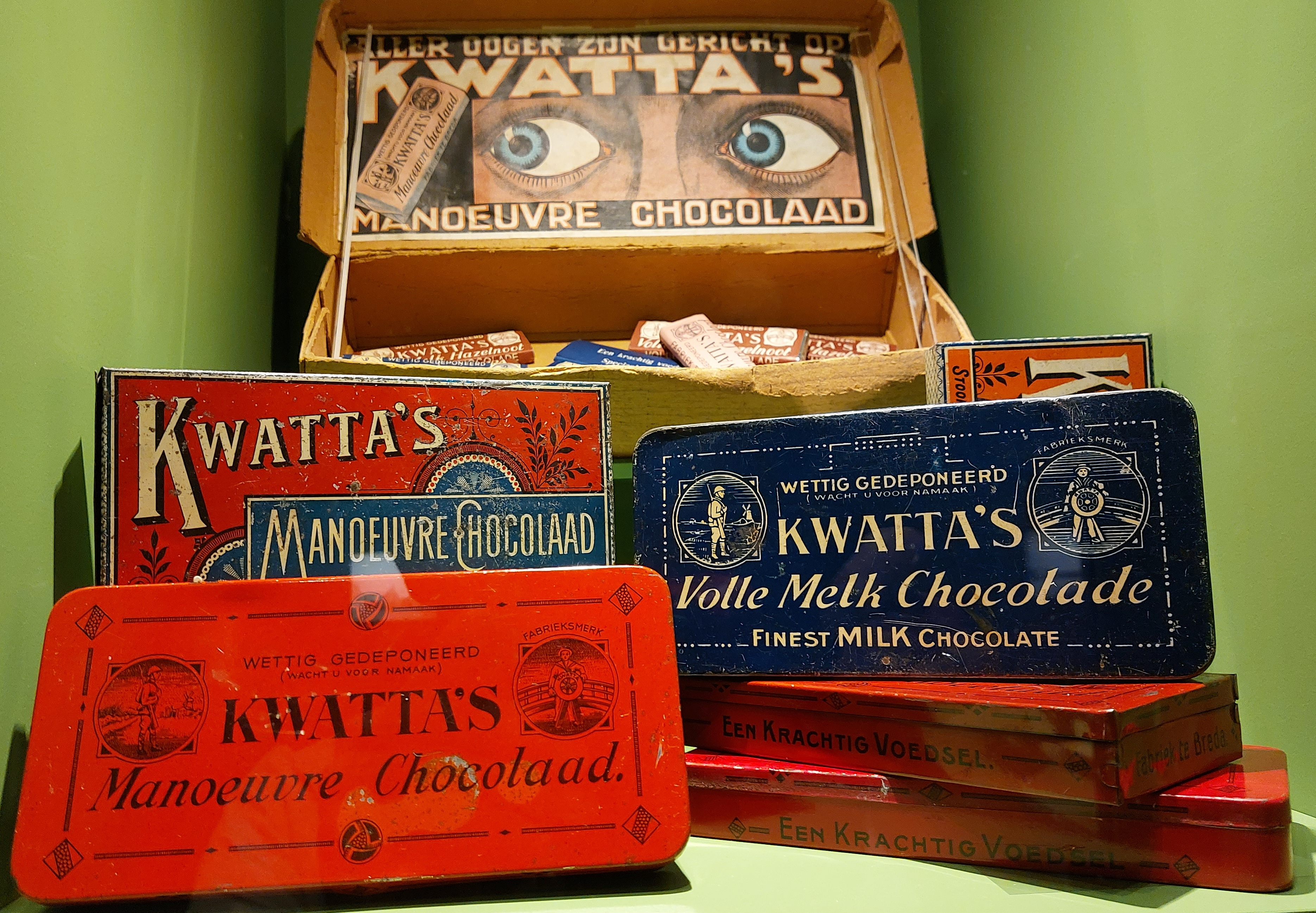
Voorraaddoosjes van Kwatta 1900-1920

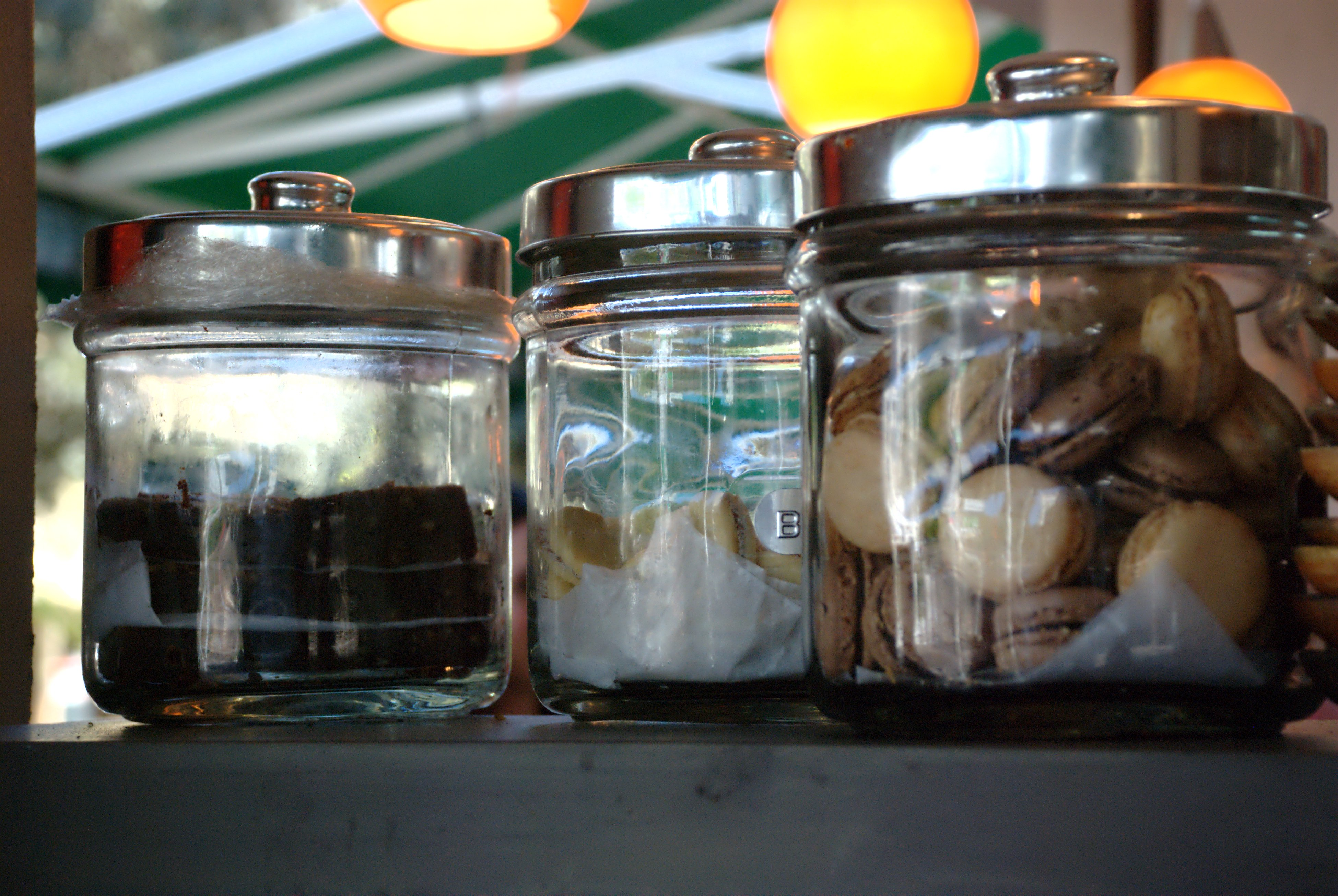
Glazen potten waarin koekjes worden bewaard

Een voorraaddoos is een huishoudelijk voorwerp dat wordt gebruikt om veelal droge voedingsmiddelen in te bewaren.
De houdbaarheid van etenswaren is afhankelijk van factoren als temperatuur, vocht, zuurstof en licht.
Originele verpakkingen van voedsel zijn na openen meestal niet meer optimaal af te sluiten, wat de houdbaarheid van het product verkort. Dit kan een probleem veroorzaken bij producten die niet in één keer volledig worden opgebruikt, bijvoorbeeld koekjes, meel, suiker en rijst. Daarom worden dergelijke producten meestal vanuit de originele verpakking overgebracht in een voorraaddoos. Deze is afgesloten met een goed sluitende deksel, waardoor zuurstof, licht en vocht minder invloed op het product hebben. Wanneer deze voorraaddoos op een koele plaats, bijvoorbeeld in een kelderkast wordt bewaard, zal ook dit een positief effect op de houdbaarheid hebben.
Houdbare producten die niet industrieel, maar in de eigen keuken worden bereid, hebben vanzelfsprekend geen originele verpakking en zullen dus na bereiding eveneens in een vooraaddoos worden opgeslagen.
Bekende vormen van voorraaddozen zijn:
- beschuitbus
- koektrommel
- suikerpot
- stopfles
- koffieblik, theebus, cacaodoos, suikerbus

Een bekende fabrikant van plastic voorraaddozen is Tupperware.